# Marc Cecili Cornut (mort 24 dC)
Marc Cecili Cornut (en llatí: Marcus Caecilius Cornutus) va ser un senador romà de rang pretorià que va viure durant el regnat de Tiberi.
Va estar implicat l'any 24 en l'afer entre el jove Vibi Serè, que va acusar el seu pare, també Vibi Serè, davant del senat de conspiració contra l'emperador. Es va suïcidar per escapar a un veredicte injust.